# Шукатти, Карлос
Карлос Рауль Шукатти (исп. Carlos Raúl Sciucatti; 7 января 1986, Буэнос-Айрес, Италия) — аргентинский и итальянский футболист, выступал на позиции полузащитник и нападающего.

## Клубная карьера
Профессиональную карьеру начинал в Аргентине, где играл играл за «Индепендьенте» Авельянеды, за который с января 2006 года по июнь 2007 года в Примере, сыграв 2 матча. С июля по декабрь 2007 года он играл за колумбийский клуб «Академия» из Боготы. В 2008 году он перебрался в Индонезию, сначала играл в клубе «Персияп Джепара». В зимнее трансферное окно сезона 2008/2009 годов он перешёл в клуб «Персела Ламонган», за который в 14 матчах забил 5 голов. Летом 2009 года он перешёл в «Персидафон Дафонсоро». В 2015 году завершил профессиональную карьеру, последним клубом в его игровой карьере стал «Митра Кукар».

## Личная жизнь
В 2015 году находясь в Восточном Калимантане обучался в исламской школе-интернате «Ассалам», впоследствии принял ислам.